# Cockring (discotheek)

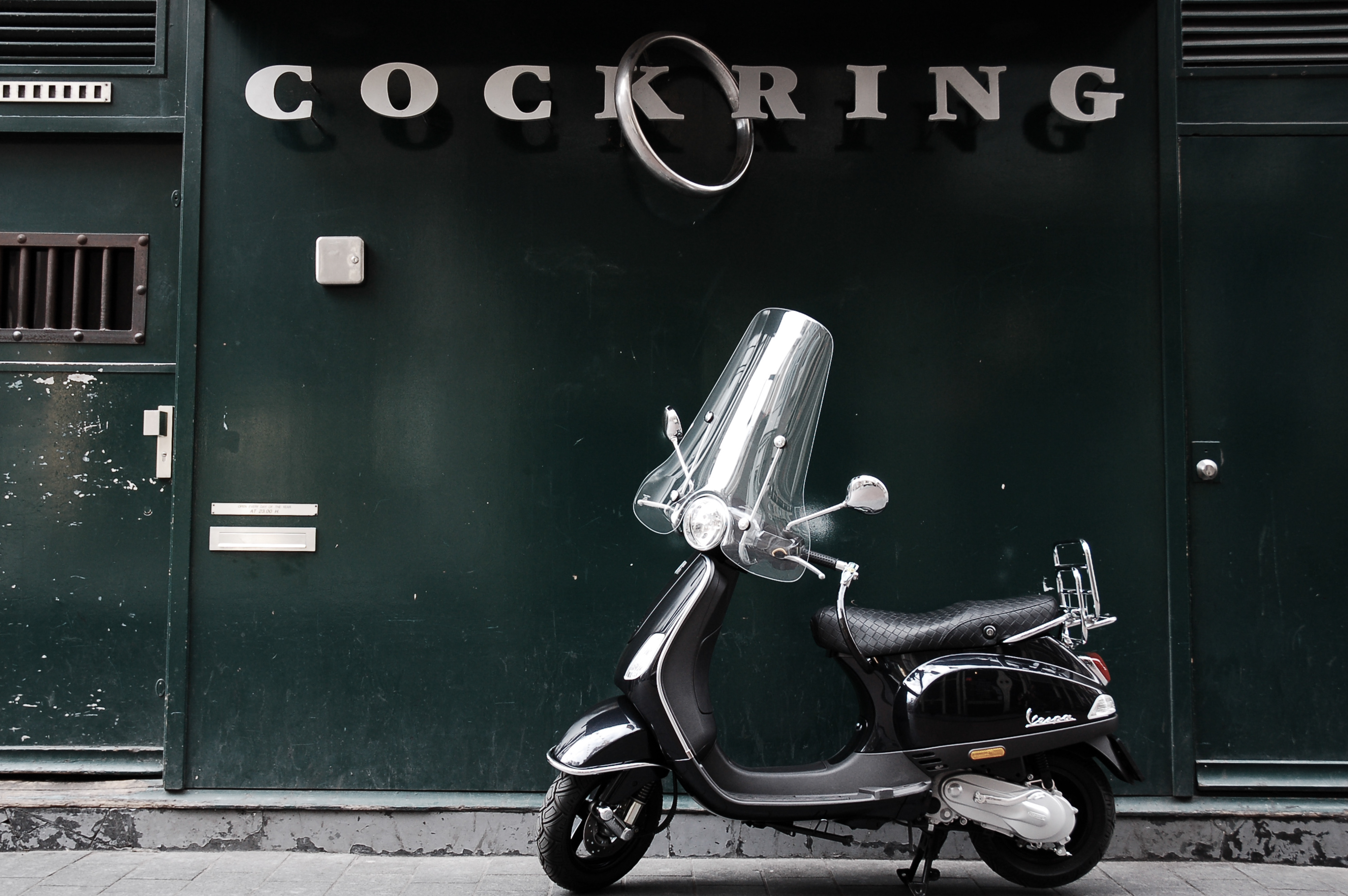
De voormalige homodiscotheek Cockring in de Warmoesstraat

De Cockring was een homodiscotheek die tussen 1987 en 2010 gevestigd was aan de Warmoesstraat 96 in de binnenstad van Amsterdam.

## Geschiedenis
De Cockring werd geopend in 1987 en kenmerkte zich doordat hij naast een dansvloer en bars ook voorzien was van een cruising area, labyrint en darkroom, waar men al dan niet anoniem seks kon hebben. Cockring was zeven dagen per week open en bekend onder toeristen in Amsterdam om zijn 'Live Strip Sexshow' door internationale pornosterren. De zaak was daarmee een van de bekendste cruising bars binnen de Amsterdamse homoscene. De naam van de homodiscotheek is vernoemd naar penisring (Engels: cockring). Het cirkelvormig voorwerp is zichtbaar afgebeeld in het bedrijfslogo. Aan de Christopher Street in New York bevond zich van 1976 tot 1983 een homobar die eveneens The Cock Ring heette.
In de jaren tachtig en negentig vormden dansclubs een centraal onderdeel van de stedelijke subcultuur van homoseksuele mannen in Nederland. In zijn gloriejaren was Cockring een van de beruchte leerbars binnen de Amsterdamse leerscene in Warmoesstraat, het centrum van de leerscene en de mannen met een leerfetisjisme in Amsterdam. Zoals voormalig docent homo- en genderstudies van de Universiteit van Amsterdam Gert Hekma het in zijn boek over de Nederlandse homogeschiedenis verwoordde: "Cockring was er voor mannen die het mannelijke en geile karakter van de leerscene op prijs stelden, maar niet per se leer". Door de jaren heen werd Cockring door verschillende eigenaren gerund, waaronder Robert Duba, René van Beek en Martijn Bakker.

### Incidenten
In de nacht voor Koninginnedag 1991 werd een aidspatiënt uit de Cockring met grof geweld verwijderd. In hetzelfde jaar deden er verhalen de ronde in Amsterdam over de discotheek dat mensen-met-aids daar niet welkom zouden zijn. De eigenaar ontkende de beschuldiging. Aangezien Cockring in een straat zat waar veel junks kwamen, was hij ervan  overtuigd dat zijn portier mensen-met-aids onbedoeld weigerde. Hij benadrukte dat er overeenkomsten in uiterlijk kunnen zijn tussen beide groepen. "Als iemand er slecht uitziet, bijvoorbeeld met uitgevallen haar en geen tanden meer in zijn mond heeft, kan hij daarom best geweigerd worden," legde hij uit. Het slachtoffer overwoog een klacht in te dienen wegens mishandeling en mogelijk discriminatie. Hij heeft het incident aangezwengeld bij zowel de HIV Vereniging als de aids-activistenorganisatie Act Up! die zich op acties beraadden.
In 2005 werd het seksfeest Horsemen and Knights in Cockring op last van de politie beëindigd omdat de vereiste vergunning voor middagactiviteiten hiervoor niet bleek te bestaan. Dat zou te maken hebben gehad met het feit dat Cockring enkele jaren daarvoor van VOF in een BV was overgegaan. De eigenaar zou hebben gedacht dat er de vergunning voor middagactiviteiten automatisch mee werd verlengd. Feitelijk had Cockring dus drie jaar zonder vergunning middagactiviteiten gehouden zonder dat iemand het door had. De eigenaar heeft de vergunning opnieuw moeten aanvragen.

### Sluiting
In 2010 werd Cockring op last van locoburgemeester Lodewijk Asscher voor onbepaalde tijd gesloten nadat harddrugs in de zaak waren aangetroffen. Na vermoedens van het Horeca Interventieteam (HIT) dat er in de Cockring drugs werden gedeald, werd de hulp van homonetwerk Roze in Blauw ingeroepen om onopvallend observaties in de club te kunnen doen. Ook aan de inval zelf, die op zaterdag 12 juni 2010 om half twee 's nachts plaatsvond, namen agenten van Roze in Blauw deel, iets dat destijds niet bekendgemaakt werd om het vertrouwen van de homogemeenschap niet te schaden.
Bij de inval werden meerdere pillen xtc, cocaïne en gbl gevonden. Ruim honderd bezoekers werden naar het nabijgelegen politiebureau op de Beursstraat geleid om gefouilleerd te worden. Uit de rapportage van de politie bleek dat twee ‘huisdealers’ bezoekers geregeld van drugs voorzagen. Aan een rechercheur vertelde een van de huisdealers dat hij geregeld honderd xtc-pillen kocht om ze in de club te verkopen, met medeweten van de portier. De politie hield vijf verdachten aan, onder wie een van de eigenaren.

### Heropening en ondergang
Nadat Cockring in 2010 was gesloten, werden er twee pogingen ondernomen om de discotheek een nieuwe leven in te blazen. In 2011 werd Cockring door de organisator van de Rapido Edgar Bonte heropend onder de naam Club Fuxxx die beduidend braver was omdat de darkroom tot een rookruimte verbouwd werd. Deze zaak was echter geen succes en sloot in 2013, waarna dezelfde eigenaar het pand veranderde tot een meer gemengde club onder de naam The Warehouse. Deze werd per 1 maart 2016 gesloten na een langdurig conflict met een bewoner van het aanpalende appartementencomplex wegens geluidsoverlast.

## Feesten
Naast de reguliere disco-avond in het weekend werden er tussen 1987 en 2010 in Cockring regelmatig verschillende feesten georganiseerd, met of zonder dresscode. Tot de bekendste feesten behoorden:
| - Afternoon Explosion - After Party - Asian Disco Night (Long Yang Club) - Cruising - Easter Bang - Fitlads - Leather Pride Bang After Hour | - Live Strip Sex Shows - New East/West party (Long Yang Club) - Pre Black & Blue After Party - Pride Ball - Pride Bang After White Party - Queensday Bang - Recover Party | - Safe Sex Parties (Nude Club Adam en Horsemen & Knights) - Salvation After Party (Salvation Amsterdam) - Sex On Sunday (S.O.S.) - Sextreme parties - Underwear Party - Whitsunday Call |

In 1996 werkte Cockring samen met Argos en het Cuckoo’s Nest bij de Sextreme party's die op donderdag avond plaatsvonden. In hetzelfde jaar vond iedere eerste zondagmiddag van 12  tot 5 uur in de Cockring een Afternoon Explosion plaats, aansluitend op de grote afterhours van de discotheken Escape en iT. In juni 2002 startte 'Cockring on tour' in Londen en in de zomer van hetzelfde jaar was Cockring onderdeel van Kinky Trade in Amnesia, een nachtclub op Ibiza.
Naast de feesten in het pand nam Cockring ook deel aan activiteiten die buiten het pand plaatsvonden, zoals Open Air Festival bij de Westerkerk tijdens Koninginnedag en Canal Parade tijdens de Gay Pride Parade in Amsterdam. In 1995 heeft Cockring samengewerkt met Stichting GALA voor Het Open Air Festival op het Homomonument.

## Memorabilia
Voor elke editie van elk feest dat in Cockring plaats vond werd een grote en kleurrijke affiche gemaakt in diverse afmetingen waar het bekende Cockring-logo opstond. Deze werden door verschillende fotografen ontworpen, waaronder Roberto Bourgonjen. Affiches van deze feesten zijn in het archief van IHLIA LGBT Heritage opgeslagen en na digitalisatie gepubliceerd op Historypin, een digitaal platform voor sociale geschiedenis.

## Trivia
- In de jaren negentig en begin 2000 was de Cockring een populaire locatie voor de opnames van een aantal Nederlandse en buitenlandse homo-pornofilms.
- De gaybar-scène van de speelfilm House of Boys (2009) heeft in Cockring plaatsgevonden.[18]
- In oktober 2006 bezocht de Britse komiek Sacha Baron Cohen de homodisco Cockring, waar hij sjans had van een transvrouw.[19]